# Trata de personas en Argentina
Al igual que otros países del mundo, Argentina es un lugar de origen, tránsito y destino de víctimas de trata de personas. Según el ministerio público fiscal, de 14820 denuncias 6566 (44,3%) fueron por explotación sexual, a su vez entre 2009 y 2023 de 467 sentencias judiciales 354 (75,8%) fueron por explotación sexual. Asimismo, la Argentina es considerada uno de los países que realizan los mayores esfuerzos para prevenir la trata, de acuerdo al informe sobre tráfico de Estados Unidos, ratificado por el Centro Internacional para la Promoción de los Derechos Humanos (CIPDH) de la UNESCO.
En la Argentina el delito de trata es penado por la ley. Un avance legal importante en la materia fue la sanción en 2008 de una ley de trata de personas que era el primer paso para compatibilizar la normativa interna con el protocolo internacional. Entre 2009 y 2023, se recibieron 14820 denuncias, 6566 sobre explotación sexual. En ese tiempo se produjeron 467 fallos judiciales.

## Legislación federal

### Historia
Ha habido distintas leyes relacionadas con la trata de personas.

#### Libertad de Vientres y abolición de la esclavitud.
Durante la Asamblea Año XIII (1813), se dictaminó que nacerían libres todos los hijos e hijas de mujeres esclavas.
En la Constitución Nacional de 1853 se establece la libertad jurídica universal, donde se prohíbe la esclavitud en todo el territorio.

#### Ley Palacios
La Ley Palacios (Ley 9.143) fue sancionada en 1913. Fue la primera ley en proteger las víctimas de explotación sexual y esclavitud, además de penalizar a los responsables. Fue la primera normativa en todo el continente americano y significó un gran avance en derechos humanos del país.

#### Ley de Profilaxi
En 1935 se sancionó la ley de profilaxis, que prohibió la prostitución en todo el país, luego de que el caso Raquel Liberman sacara a la luz la existencia de las redes de trata en el país, particularmente la red judía Zwi Migdal.

### Ley 26.364
La Argentina, como adherida al Protocolo de las Naciones Unidas para Prevenir, Repri.ir y Sancionar la Trata de Personas, Especialmente Mujeres y Niños de Naciones Unidas, sancionó el 9 de abril de 2008 la ley 26.364 para la Prevención y Sanción de la Trata de Personas y Asistencia a sus Víctimas. Acorde a los dictámenes del protocolo internacional y poniendo énfasis en la asistencia y derechos de las víctimas y su diferenciación entre adultos y menores de edad.

#### Génesis de la ley
En febrero de 2006 se creó el programa «Las Víctimas contra Las Violencias», cuyo objetivo primario fue la atención de abusos o maltratos causados por el ejercicio de violencia cualquiera fuere su naturaleza. El 9 de abril de 2008 el Congreso sancionó la Ley 26.364 de Prevención y Sanción de la Trata de Personas y Asistencia a sus Víctimas. En agosto de 2008 se creó la Oficina de Rescate y Acompañamiento a las personas damnificadas por el Delito de Trata.
A pesar de ser un delito grave, no existían hasta 2008 en la Argentina cifras estadísticas oficiales sobre este delito, En julio de 2011 el gobierno sancionó un decreto que prohibió la publicación de avisos gráficos de oferta sexual en los medios de información como una medida para prevenir la trata.
Un estudio de 2012 demostró que la trata de explotación sexual está cambiando para evadir la ley, otorgándoles a las mujeres esclavizadas ciertas libertades como tener sus documentos o poder salir de los lugares de explotación para que sea más difícil probar la trata.

### Ley 26.842
A finales del 2012 la ley 26.364 fue derogada y ampliada a la Ley Nacional 26.842 luego de conocerse el fallo en el conocido caso judicial de Marita Verón en el que quedaron en libertad los 13 imputados de trata. 
La ley 26.842 amplia las condenas para los delitos de trata, acelera el proceso judicial, elimina el consentimiento de la víctima como elemento exculpatorio para el responsable de promover la prostitución y explotar a la víctima, y crea un Consejo Federal para la lucha contra la trata y un Comité Ejecutivo para la asistencia a la víctima. Reconoce el delito como federal y amplia los derechos de las víctimas.

## Víctimas
La trata genera víctimas que en la mayoría de los casos viven en muy malas condiciones, en muchos casos se generan deudas fraudulentas para aumentar los ingresos de los tratantes. En Argentina, las víctimas más comunes de trabajos forzados se presentan en talleres clandestinos textiles o como peones rurales y en algunos casos trabajos domésticos. En cuanto a la explotación sexual que afecta principalmente a mujeres, adolescentes y niñas, se encuentran principalmente en los prostíbulos del país.

### Trabajos forzados
Los trabajos forzados incluyen una amplia variedad de oficios, pero los sectores más afectados son el trabajo rural y textil.

#### Textil
De acuerdo con el Instituto Nacional de Estadística y Censos (INDEC), el trabajo no registrado de la indumentaria alcanza el 75 %. El trabajo en negro favorece la difusión del trabajo forzado. Según citas de Gustavo Vera, presidente de la cooperativa La Alameda (que agrupa y defiende a trabajadores textiles). “Nos consta que hay unos 3000 talleres clandestinos en la Capital Federal" y agregó "También hay unos 15 000 talleres clandestinos en el primer cordón del conurbano bonaerense y varios miles más en el Gran Buenos Aires, Rosario, Mendoza y Córdoba. Estos talleres comprenden una población de unas 200 000 personas que están reducidas al trabajo forzoso o al trabajo esclavo, que es lo mismo que el trabajo forzoso pero agravado porque la voluntad [de los trabajadores] es controlada las 24 horas del día por la patronal”

##### Caso del taller textil clandestino de Luis Viale
El 30 de marzo de 2006 se incendió un taller textil clandestino que funcionaba en la calle Luis Viale 1269, en el barrio porteño de Caballito. Allí había 30 máquinas y trabajaban y vivían 40 trabajadores, junto a sus 25 hijos menores de edad. Todos ellos eran migrantes bolivianos, que llegaron a Argentina en busca de oportunidades laborales. Algunos trabajadores solo hablaban su lengua originaria, el aymara.
Las jornadas laborales duraban entre 16 y 18 horas diarias. Los trabajadores vivían en el primer piso del establecimiento y sus habitaciones estaban separadas por nylon, telas, cartones y madera prensada. Asimismo, existía un solo baño para todos, carente de agua caliente. La alimentación se basaba en té con pan, arroz, papa, huevo, salchichas, alitas de pollo y fideos.

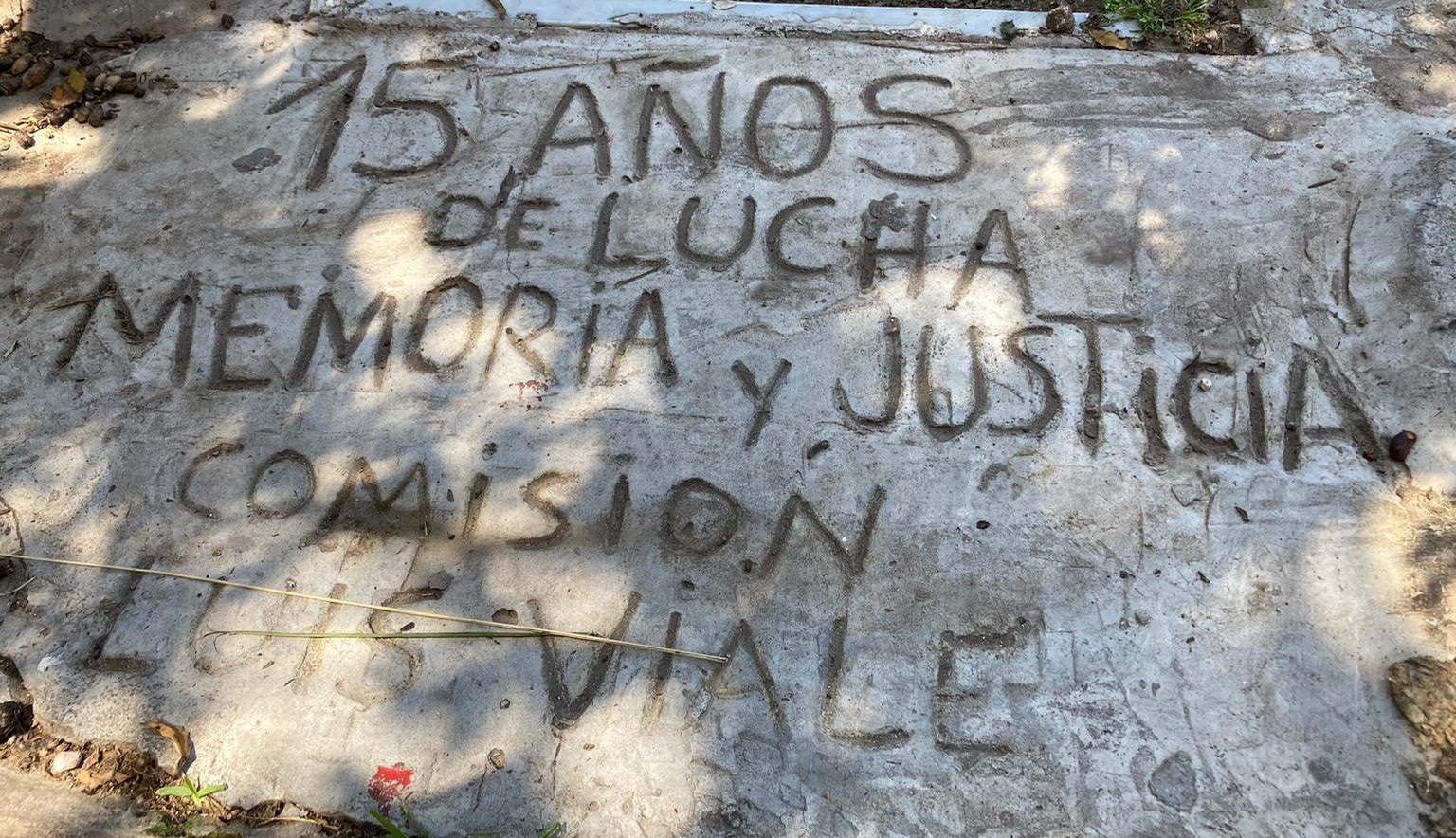
Grabado en cemento en la puerta del taller textil clandestino de Luis Viale 1269, en noviembre de 2023.

El incendio comenzó en la planta alta del edificio y provocó la muerte de 5 niños y una mujer embarazada. Esto no pudo evitarse debido a la falta de habilitación edilicia y laboral y ausencia de matafuegos vigentes y salidas de emergencias adecuadas.
Los sobrevivientes iniciaron una causa judicial contra los capataces y los dueños del taller por “incendio culposo seguido de muerte”. En el año 2016, los dos capataces del taller fueron declarados culpables por el Tribunal Oral en lo Criminal Nº 5, por "reducción a la servidumbre en concurso ideal con estrago culposo seguido de muerte" y sentenciados a 13 años de prisión. Las pruebas halladas por los magistrados incluyen: "Las precarias instalaciones eléctricas, las condiciones de hacinamiento en las cuales vivían los trabajadores y la falta de medidas de seguridad", además de los testimonios de los trabajadores. El 16 de mayo de 2019, los dueños del taller textil Daniel Fischberg y Jaime Geiler fueron absueltos de toda carga penal por el juez Alberto Baños, titular del Juzgado Criminal y Correccional Nº 27 de la Ciudad de Buenos Aires, porque este no pudo probar que los mismos estuvieran en conocimiento de la situación del taller.
Además, desde ese entonces, los sobrevivientes reclaman que el establecimiento sea expropiado y se haga un espacio de memoria. La idea de los afectados por la tragedia es convertir el lugar en un centro de "contención y asesoramiento para trabajadores migrantes en situación de explotación o en riesgo de serlo".

#### Rural
En la Argentina una de las primeras protecciones del peón rural nace en los años 1940 con la sanción del Estatuto del Peón que daba a jornaleros todos los derechos de los trabajadores. Más tarde se agregaron leyes complementarias. Los convenios de la Organización Internacional del Trabajo (OIT) prohibiendo el reclutamiento forzado de mano de obra para trabajo rural forzado. Sin embargo aún existen redes de reclutamiento que mediante engaños o coerción física reúnen personas que generalmente están en situación de vulnerabilidad. Son reclutados de zonas rurales marginales de Santiago del Estero, Chaco, Tucumán, Catamarca y Jujuy y de trabajadores migrantes de países vecinos como Chile, Bolivia, y Paraguay y luego son llevados a campos en los que realizan trabajo forzado y viven en condiciones infrahumanas. Estas situaciones violan el tratado del Protocolo de San Salvador y el Convenio 184 de la OIT.

### Explotación sexual

#### Historia
La explotación sexual nace en el Virreinato del Río de la Plata antes de la misma creación del país; luego de la independencia en 1816 se crea una ley que regula la prostitución, impidiendo la prostitución de menores, pero permitiéndola si las menores eran iniciadas tempranamente en esta actividad.
A finales del siglo XIX comenzaron las redes de "trata de blancas" que proveían mujeres de Europa central y Rusia. A principios del siglo XX estas organizaciones de trata de personas estrecharon lazos con el poder. Esto era estar amparados por la ley o no tener problemas si la infringían o la burlaban. Debido a su gran acumulación de riquezas, mediante "cohechos" lograban su cometido. Entre la clientela se puede destacar los periodos de intensa migración europea que traía hombres solos, principales consumidores de la trata; también la alta burguesía Argentina consumía una "prostitución de alto nivel".
Para principios del siglo XX existían dos grandes redes de trata internacional. La MILIEU, una organización de traficantes de origen francés, y La Migdal o Zwi Migdal, de origen judío, antiguamente llamada (Varsovia, Sociedad Israelita de Socorros Mutuos). Esta última organización llega a su fin en 1929 cuando  Raquel Liberman, víctima casada con uno de los responsables, fue la primera en denunciar ante la justicia a esta organización, que llegó a contar más de 400 miembros. Tenía su sede en Buenos Aires y ramificaciones en otras ciudades y naciones. Más de cien socios fueron condenados por asociación ilícita, corrupción, lesiones y juego ilegal. Ya que otras 150 denuncias anteriores no prosperaron ya sea por violencia hacia las acusadoras o por corrupción policial y judicial. Este juicio contra la organización posibilitó que se hiciera público el trato que sufrían las víctimas.
Tras varios periodos de cierre y apertura de prostíbulos, desde el 24 de junio de 1965 rige la ley 16.666 en la que el ejercicio de la prostitución es libre y no sujeto a forma alguna de reglamentación, esta ley rige aún hoy.

#### Actualidad
En la actualidad la Argentina es un lugar de origen, tránsito y destino de la trata, lo que quiere decir que las víctimas pueden ser argentinas, o de otros países, que transitan este país y que algunas tiene este mismo como destino para ser explotadas ilegalmente.
La red se conforma de los "reclutadores" que captan las víctimas a través del acercamiento de esta al trabajo de la prostitución o directamente ofreciendo dinero, asistidos por los "marcadores". que se encargan de juntar datos sobre la joven buscada que, cobran un dinero por los datos de alguna joven con el perfil buscado. Luego el círculo se cierra con los "proxenetas" que obtiene sus ganancias mediante la explotación sexual de las víctimas. Además están los transportistas y los tratantes secundarios que se ocupan de proteger todo este sistema delictual. En algunos casos hay algún tipo de connivencia con algunos miembros de la policía, la justicia y la política.
La provincia del país en la que se reclutan más mujeres es Entre Ríos y le siguen Misiones, Corrientes, Chaco, Santa Fe y Tucumán; generalmente se va rotando las víctimas a través de los prostíbulos de todo el país. En la lista de destinos se encuentra Buenos Aires y Córdoba, a la cabeza de la lista de destinos elegidos por las redes junto con La Pampa, Chubut, Santa Cruz y Tierra del Fuego. También existen lazos con las redes internacionales, en especial la ruta a España, de donde fueron rescatadas jóvenes tucumanas.

#### Formas de reclutamiento
Las personas víctimas de trata de personas son captadas mediante engaños, ya que se les ofrece un empleo fraude que culmina en la explotación de la persona. En la mayoría de los casos, los captadores se aprovechan de vulnerabilidad económica y circunstancial de las víctimas. Existen los casos donde conocidos (pareja/amigos/ familiares) introducen a las víctimas dentro de las redes (prostitución, talleres clandestinos, campos etc.).

#### Estudios recientes
Un estudio reciente de 2012 sobre casos judiciales de la Unidad Fiscal de Asistencia en Secuestros Extorsivos y Trata de Personas (Ufase) y el Instituto de Estudios Comparados en Ciencias Penales y Sociales (Inecip), reveló que la trata de explotación sexual está mutando hacia nuevas formas de sometimiento de las mujeres, para que sea más difícil probar la situación de esclavitud dentro de burdeles y evadiendo así la ley. Esto es a raíz de la sanción de la ley 26.364 en abril de 2008 que pena fuertemente el delito. Las víctimas tienen en su poder sus documentos y en muchos casos pueden salir de los lugares de explotación, si no existe riesgo de que vayan a escapar al no tener nadie que las ayude, el sometimiento sigue funcionando de otra manera. Además el informe demuestra una connivencia estatal, local, policial y judicial que “legitima la actividad y conduce a su naturalización”. Según los expedientes, casi la totalidad de las víctimas son mujeres con hijos menores, con graves problemas económicos, de provincias muy alejadas o a veces inmigrantes. En el 72% de los casos están esclavizadas en locales nocturnos como whiskerías, pubs o pools, todos habilitados por los municipios, y el otro 22 % en departamentos privados.

### Víctimas menores de edad
Según el Departamento de Estado de los Estados Unidos, esto que ocurre en el mundo también ocurre en Argentina, los niños provienen de provincias norteñas, o de países limítrofes como Bolivia, Paraguay, y Brasil. En triple frontera se encuentra un gran foco de trata de niños, y de trabajo infantil especialmente de niños que viven en las fronteras y de países limítrofes. Estos terminan en centros urbanos del centro y sur del país, donde se promueve el turismo sexual infantil. Otros son víctimas de trabajo forzoso en talleres textiles clandestinos, emprendimientos agropecuarios y venta de órganos.
La pobreza, el alcoholismo, la disfunción y violencia familiar, el abuso de drogas, el abuso sexual, los que se encuentran desescolarizados, en las calles, o internos de instituciones están en alto riesgo, todos estos son más vulnerables a ser víctimas de este delito.
De acuerdo a las nuevas leyes argentinas, la trata de menores se castiga con entre diez a quince años de prisión, la cual es la pena máxima para este delito.

### Relatos sobre la trata
Relato sobre la trata de explotación sexual:

Me ofrecieron empleo en un restaurante en la capital, a casi 400 km de mi casa. Como en mi pueblo no había trabajo, acepté. Me adelantaron 200 dólares y me dieron el pasaje en ómnibus. Cuando llegué a la dirección que me habían dado, me dijeron que el restaurante era a unas cuadras, y me llevaron en auto. Pero cuando llegamos, no era una parrilla: era una whiskería. Me encerraron, me pegaron, me violaron y me obligaron a prostituirme. Además, me dijeron que si le decía algo a alguien, esto mismo se lo harían a mis hijas, ya que sabían dónde vivían... Nunca pensé que me pudiera pasar una cosa así…
Fuente:Organización Internacional para las Migraciones

Relato sobre la explotación laboral:

Un día por la radio escuché que un fabricante pedía costureros para su taller en Buenos Aires. En Santa Cruz (Bolivia), me entrevisté con una señora que me dijo que  pagaban un peso con cincuenta la prenda, con casa y comida. Ellos pagaban el traslado, y después me lo iban descontando. Mi pasaje salió 120 dólares. Viajamos mi mujer, yo, y unas seis personas más. De la terminal de micros de Retiro nos llevaron directo al taller, y el dueño se quedó con nuestros documentos. El taller tiene dos habitaciones bien grandes, con unas 15 máquinas. Allí trabajamos, comemos y vivimos todos, incluso hay gente con niños pequeños. Trabajamos de lunes a sábado al mediodía, desde las siete de la mañana hasta la una de la madrugada del día siguiente. Al que se cansa o quiere dormir, el dueño lo amenaza con no pagarle nada, con “cagarlo a palos por vago”, o con denunciarlo a la policía para que lo deporten. Las puertas del taller están cerradas con llave, y la puerta de calle también. Ayer cuando le pedí lo que me debía, porque quería mandar plata a mi familia, me dijo que no me  debía nada, me gritó que si lo seguía jodiendo llamaba a los de migraciones y me agarró a las patadas; a mi señora también le pegó.
Fuente:Organización Internacional para las Migraciones

## Casos judiciales más trascendentes

### Caso Marita Verón
El Caso Marita Verón es una investigación y proceso judicial iniciado el 8 de febrero de 2012 a raíz de la desaparición de María de los Ángeles "Marita" Verón el 3 de abril de 2002, una joven argentina de 23 años, en la provincia de Tucumán, Argentina. Marita permanece desaparecida. El caso ha sido relacionado con la trata de personas y la prostitución forzada, concentrando la atención pública y una amplia cobertura de los medios de comunicación. La referencia al proceso es Caso N.° 23554/2002, y el nombre del caso es "Tomás Benjamín Aranda y otros s/ Privación Ilegítima de la Libertad y Promoción de la Prostitución en Concurso Víctima, María de los Ángeles Verón".
Marita Verón desapareció en San Miguel de Tucumán el 3 de abril de 2002. Sus padres, la investigación policial y los sucesivos fiscales que intervinieron en la causa han sostenido que se trató de un secuestro con fines de trata de personas para la prostitución, identificando a varios sospechosos. Dicha acusación está basada íntegramente en pruebas de testigos. Según las informaciones aportadas, Marita fue secuestrada para utilizarla en una fiesta sexual, su primer destino de explotación. Logró escapar pero la volvieron a atrapar. Una prostituta contó que pasó por manos de un proxeneta, quien la tuvo en su casa y a los dos días la vendió en 2500 pesos a una whiskería de La Rioja.
La causa llegó a la etapa del juicio oral a comienzos de 2012, dictándose sentencia absolutoria para todos los acusados en diciembre de ese año. El fundamento básico del fallo fue que los testimonios sobre los que se basa la acusación no son creíbles, a la vez de resultar contradictorios entre sí. El fallo recibió severas críticas desde los más diversos ámbitos. La causa llegó a la Corte Suprema de Justicia de Tucumán, que en diciembre de 2013 revocó el fallo absolutorio y condenó a todos los imputados.
La madre de Marita, Susana Trimarco, no pudo encontrar a su hija, pero logró que el caso se convirtiera en un emblema y permitió realizar un mapa de la trata de personas. En 2007, Susana Trimarco impulsó la Fundación María de los Ángeles, que brinda asistencia integral y gratuita a familiares y víctimas de la trata de personas y que ha logrado liberar a varios miles de mujeres. El caso dio visibilidad a la trata de personas y a la red de corrupción estatal.

## Estadísticas de la UFASE
De acuerdo a estadísticas tomadas a partir del 22 de agosto de 2008 a la fecha 7 de marzo de 2012 por la Unidad Fiscal de Asistencia en Secuestros Extorsivos y Trata de Personas (UFASE), encargada de asistir a las fiscalías Argentinas en el trámite de las causas judiciales por secuestros extorsivos y trata de personas, el 64 % de los casos judiciales fueron por trata con fines de explotación sexual, mientras que en trata con fines de explotación laboral 5 % rural, 1 % textil, 1 % mendicidad. En cuanto a la explotación sexual el 77 % fueron víctimas femeninas y el 19 % masculinas y un 4 % víctimas transexuales. En el 70 % de los casos, el reclutamiento fue por “promesas de trabajo”, un 8 % por aprovechamiento de problemas familiares de la víctima y 8 % inducción por relaciones sentimentales, y el 3 % de los casos por la entrega de un familiar o un conocido. Un 52 % no tenía libertad ambulatoria y un 45 % sufrió violencia. En cuanto a la nacionalidad de las víctimas un 31 % es de nacionalidad boliviana, 28 % argentina, 21 % paraguaya, 10 % dominicana, 5 % peruana, 3 % colombiana y 2 % uruguaya. El reclutamiento se da en un 83 % en Argentina, un 12 % en Paraguay, y un 1 % en Bolivia. Mientras que el destino es 94 % para Argentina, 4 % Paraguay y 2 % Chile.

## Registro, denuncia, lucha y apoyo a las víctimas

### Registro
Distintas instituciones generan información sobre la explotación en el país. Por ejemplo, el  Registro Nacional de Trabajadores Rurales y Empleadores (RENATRE) y el Registro Nacional de Datos Genéticos Vinculados a Delitos contra la Integridad Sexual.

### Denuncias

#### Telefónicas o por Internet
Desde el 19 de julio de 2011 existe en la Argentina el número telefónico gratuito de denuncia que funciona todo el año y las 24 horas del día, el número 145, dependiente de la Oficina de Rescate y Acompañamiento a las Personas Damnificadas por el Delito de Trata. Esta línea no solo sirve para la denuncia sobre casos de trata de personas y de menores, sino también para denunciar a medios y portales de Internet que publiciten la oferta sexual. Es una línea directa y sin el intermedio de la policía y la denuncia puede realizarse de forma anónima.
También se puede denunciar a través de Internet en el portal https://www.rattargentina.com/  de la Red Nacional Alto al Tráfico, la Trata y a la Explotación Sexual Comercial, de Niños Niñas y Adolescentes.
O directamente en el Ministerio de Justicia de la Nación.

Las intervenciones de la Justicia son posibles gracias a las denuncias y al compromiso de aquellos ciudadanos que, alertados sobre situaciones anómalas que ocurren en aquellos locales tipificados como whiskerías o bares o locales nocturnos, decidan dar el aviso y permitir poner fin a la explotación.
Nadia Quiroga (reportera de lanoticia1.com)

### Procuraduría de Trata y Explotación de Personas (PROTEX)
Mediante Resolución PGN N°805/13 se creó la Procuraduría de Trata y Explotación de Personas, para continuar la labor hasta entonces desarrollada por la Unidad de Asistencia en Secuestros Extorsivos y Trata de Personas (UFASE), y así, hacer frente a la gravedad del fenómeno de la trata y explotación de personas. Su enlace web https://www.mpf.gob.ar/protex/.
La estructura interna de la PROTEX está formada por dos coordinaciones una de “Relaciones Institucionales, Capacitación y Estadísticas” y otra de “Investigación, Litigación y Seguimiento de Casos”.
En 2013 la Agencia Federal de Inteligencia, a cargo del ministro Parrilli, el Ministerio de Justicia y la fundación de Susana Trimarco coordinaron acciones contra el crimen organizado y la trata con fines sexuales y laborales. En 2013 el director general de la Agencia Federal de Inteligencia (AFI), Oscar Parrilli, y el ministro de Justicia y Derechos Humanos, Julio Alak, anunciaron que el organismo de Inteligencia se pondrá por primera vez al servicio de la lucha contra la trata de personas en todas sus formas y el crimen organizado.

### Apoyo a las víctimas

#### Oficina de Rescate y Acompañamiento
De acuerdo a la nueva ley 26.364 se creó a partir de agosto de 2008 la Oficina de Rescate y Acompañamiento a Personas Damnificadas por el Delito de Trata de Personas (enlace roto disponible en Internet Archive; véase el historial, la primera versión y la última)., dependiente de la Secretaría de Justicia del Ministerio de Justicia y Derechos Humanos de la Nación. De la misma forman parte las fuerzas de seguridad y profesionales en psicología, abogacía y trabajo social que acompañan a la víctima desde su rescate o su escape del lugar de explotación e investigación del delito de trata, y más tarde brindando acompañamiento y asistencia judicial hasta el momento de la declaración testimonial. Las víctimas tienen asistencia psicológica, médica y jurídica. Luego las víctimas “prestan testimonio en condiciones especiales de protección y cuidado”, pudiendo este ser a través de una cámara Gesell.
Las víctimas son «no punibles por cometer cualquier delito que sea el resultado directo de haber sido objeto de trata». En el caso de los extranjeros, tampoco se les aplica sanciones.

#### Fundación María de los Ángeles
Busca judicializar los casos, aplicando la Ley 26.364, y brindar a las víctimas un apoyo psicológico para que puedan superar las situaciones traumáticas vividas. La fundación fue fundada por Susana Trimarco en 2007 con ayuda de la Secretaría de Derechos Humanos de Tucumán. Desde entonces esta agrupación logró abrir más de 800 causas judiciales, y ha logrado la aparición y recuperación de por lo menos 400 mujeres sometidas a la trata sexual sin su consentimiento.
Susana Trimarco busca a su hija Marita que cayó víctima de la trata sexual el 3 de abril de 2002, luego de investigar el delito de la trata y sus redes y rescatar muchas víctimas entre ellas algunas menores de 12 años. Decidió crear la fundación para ayudar a las víctimas y seguir buscando a su hija. Esta tiene como visión erradicar la trata de personas en Argentina. El Gobierno Mauricio Macri intimó a la Fundación María de los Ángeles, que preside Susana Trimarco, luego de anular el comodato sobre dos predios pertenecientes al Estado nacional, uno en esta capital y el otro en la localidad de Las Talitas, que habían sido entregados durante la gestión de Cristina Kirchner para la construcción de centros para albergar a víctimas de la trata y otro predio donde la fundación construyó un jardín de infantes.

#### Asociación Madres Víctimas de Trata
La Asociación Madres Víctimas de Trata  es una organización sin fines de lucro conformada por un grupo de madres de niñas desaparecidas para ser prostituidas. Se trata de una agrupación de madres argentinas cuyas hijas fueron captadas y secuestradas por redes de explotación sexual. El objetivo de la asociación es  terminar con la trata en la Argentina y luchar por el abolicionismo de la prostitución.  Las madres se visten de rojo y realizan rondas un miércoles por mes en la Plaza de Mayo pidiendo la aparición de sus hijas y que el estado se haga responsable. En 1991, las madres comenzaron a buscar encontrarse con otras mujeres que estén en la misma búsqueda de sus hijas desaparecidas para luchar juntas contra la explotación sexual y la trata de mujeres, y poder pensar juntas qué acciones tomar para encontrar y recuperar a sus hijas.  En 2015 se constituyeron en una ONG autogestionada. La organización ha logrado rescatar a decenas de chicas secuestradas contra su voluntad en prostíbulos de la Argentina.

#### Fundación Tiempo de Crecer
Tiempo de Crecer Asociación Civil forma parte del Sistema de Refugios para Víctimas de trata con fines de explotación, creado por la Ley Provincial N.º 14.473, donde, desde hace dos años, se derivan personas de la Dirección Provincial de Lucha contra la Trata de Personas del Ministerio de Justicia de la provincia de Buenos Aires. Posee el refugió “Tiempo de Crecer”, donde pese a tener el convenio firmado hace años un convenio con el Ministerio de Justicia de la provincia, a cargo de Gustavo Ferrari, dejó de recibir apoyo.

#### La Alameda
La Alameda es una organización no gubernamental (ONG) Argentina que lucha contra la trata de personas, trabajo esclavo, explotación infantil, proxenetismo y narcotráfico. Nacida como una asamblea barrial de la crisis de 2001, tuvo reconocimiento nacional e internacional con las denuncias y escraches a talleres clandestinos (que confeccionan prendas para marcas reconocidas y diseñadores famosos), granjas donde se reducen a servidumbre a personas (el caso del niño Ezequiel Ferreyra) que tuvo repercusión de Naciones Unidas y prostíbulos. Su rol protagónico ha logrado modificaciones de legislaciones nacionales y provinciales, como ordenanzas municipales que combaten la trata y trabajo esclavo, como así también asistencia a las víctimas.

### Lucha contra la trata
- Oficina de Rescate y Acompañamiento a Personas Damnificadas por el Delito de Trata de Personas (enlace roto disponible en Internet Archive; véase el historial, la primera versión y la última). Dependiente del Ministerio de Justicia y Derechos Humanos de la República Argentina.
- Página de la Fundación María de los Ángeles, contra la trata sexual.
- Página de la fundación Alameda, contra la trata de trabajos forzados en la industria textil.
- Video sobre el 145 número telefónico de denuncia contra la trata y la publicidad de la oferta sexual, emitido por Visión Siete, noticiero de la TV Pública argentina, el martes 19 de julio de 2011.

### Reacción internacional
- U.S. Department of State, Trafficking in Persons Report 2010 (en inglés)
- U.S. Department of State, Trafficking in Persons Report 2011 (en inglés)
- U.S. Department of State, Trafficking in Persons Report 2012 (en inglés)

- Datos: Q5938657
- Multimedia: Trata de personas en Argentina / Q5938657